# Guido Verbeck

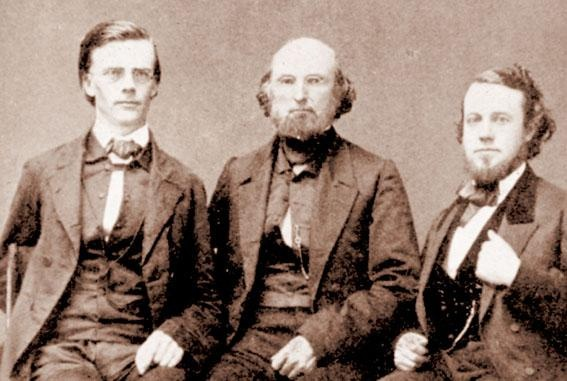
Guido Verbeck, Samuel Robbins Brown et Duane B.Simmons.

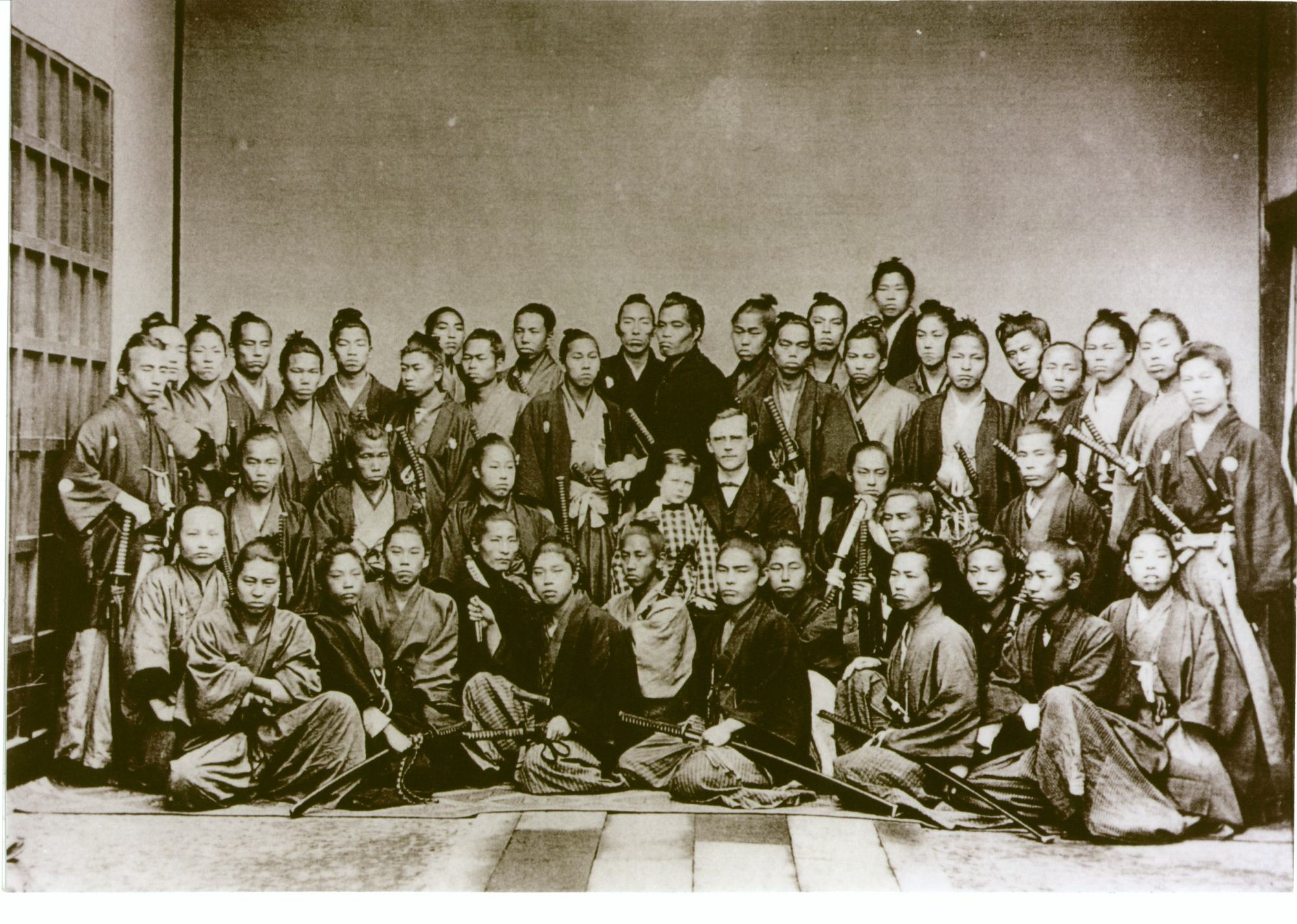
En 1868.

Guido Herman Fridolin Verbeck (28 janvier 1830 – 10 mai 1898), né Verbeek, est un missionnaire et ingénieur néerlandais qui fut conseiller étranger au Japon pendant l'ère Meiji.

## Biographie
Natif de Zeist, Verbeck est issu d'une famille de confession moravienne. Il est le sixième d'une fratrie de huit enfants. Il étudie à l'institut polytechnique d'Utrecht dans l'espoir de devenir ingénieur. Il grandit à Zeist en parlant néerlandais, allemand, français et anglais.

### Aux États-Unis
À 22 ans, sur l'invitation de son beau-frère, il part pour les États-Unis pour travailler dans une fonderie à Green Bay dans le Wisconsin, qui s'est développée grâce au travail de missionnaires moraviens qui concevaient la machinerie des bateaux à vapeur. Verbeck reste en Amérique pendant presque un an, durant lequel il change son nom de "Verbeek" en "Verbeck" pour que les Américains puissent mieux le prononcer. Il veut néanmoins en voir plus de ce pays et déménage à Brooklyn où sa sœur a auparavant vécu. Puis il travaille comme ingénieur civil en Arkansas, et conçoit des ponts, des structures de bâtiments et des machineries. Il est alors profondément marqué par la vision de la vie des esclaves dans les plantations du sud, et par l'enseignement de H.W. Beecher, un prêcheur frère de Harriet Beecher Stowe, l'auteur de la Case de l'oncle Tom. Après être tombé gravement malade du choléra, il jure de devenir missionnaire s'il se rétablit. En 1855, il entre en séminaire à Auburn dans l'État de New York, où beaucoup d'immigrants néerlandais se sont installés.

### Au Japon
Verbeck part à Nagasaki au Japon en 1859, où il est missionnaire pour l'église réformée néerlandaise. Il habite premièrement au temple de Sofukuji, où Ranald MacDonald a précédemment séjourné.
En 1862, Murata Wakasa, un serviteur de Kanso Nabeshima, le daimyo (gouverneur) du domaine de Saga, envoie trois jeunes hommes pour étudier le christianisme auprès de Verbeck, ce qui sont les prémices d'une longue relation entre le missionnaire et le domaine.
Verbeck enseigne aussi les langues étrangères, la politique et les sciences à la Yougakusho (école de l'Occident) de Nagasaki à partir d'août 1853. En 1854, l'école est renommée Seibikan et compte plus de cent étudiants. Parmi les élèves célèbres de Verbeck se trouvent Shigenobu Ōkuma, Hirobumi Itō, Okubo Toshimichi et Taneomi Soejima. Il enseigne à ces étudiants la déclaration d'indépendance des États-Unis et la constitution américaine plus que la langue anglaise.
Verbeck coopére avec Shinkichi Takahashi dans la réalisation du dictionnaire de Satsuma, le premier dictionnaire Anglais-Japonais imprimé au Japon.
En 1869, recommandé par Ōkubo, Verbeck devient enseignant à l'école Kaisei (qui deviendra l'université impériale de Tokyo). Le futur premier ministre du Japon Korekiyo Takahashi loge temporairement au domicile de Verbeck.
Verbeck est aussi conseiller pour le gouvernement de Meiji auprès de Sanetomi Sanjō. Il recommande que le gouvernement japonais adopte l'usage de l'allemand dans la médecine, et il est souvent consulté sur l'établissement du système des préfectures dans l'administration locale. Il encourage l'envoi de la mission Iwakura, la première mission diplomatique en Occident.
En 1871, Verbeck amène au Japon William Elliot Griffis de l'université Rutgers pour enseigner à l'école Meishinkan du domaine de Fukui sur l'invitation du daimyo Norinaga Matsudaira.
En septembre 1871, le ministère de l'Éducation fut fondé et Verbeck y devient conseiller, inspirant notamment le modèle du système éducatif en 1872 et l'ordonnance sur la conscription en 1873.
Comme l'interdiction du christianisme au Japon est levée en février 1873, Verbeck est autorisé à reprendre son travail de missionnaire.
Verbeck fait ensuite un voyage de six mois en Europe, où il rencontre la mission Iwakura. À son retour au Japon, il démissionne de l'université, et travaille pendant les années suivantes en tant que traducteur anglais-japonais de textes juridiques.
En 1877, il enseigne à la Gakushūin, et devient le premier administrateur de l'université Meiji Gakuin en 1886.
En 1889, Verbeck traduit le livre des Psaumes et celui d'Isaïe de l'Ancien Testament en japonais, ce qui a une influence  dans la littérature japonaise.
Verbeck veut retourner aux États-Unis avec sa fille en 1890, mais il est refoulé par le gouvernement américain car il ne peut prouver qu'il est bien de nationalité néerlandaise, tandis que sa demande de naturalisation américaine est refusée. Le gouvernement japonais répond en donnant à Verbeck un passeport et le statut de résident permanent.
Verbeck meurt à Tokyo d'une crise cardiaque en 1898. Il y est enterré dans la section des étrangers du cimetière d'Aoyama.
Son fils, Gustave Verbeck, émigre aux États-Unis et devient un célèbre dessinateur de BD pour journaux. Son autre fils, William, devient adjudant général de l'État de New York, et dirige la Manlius Pebble Hill School à Syracuse (New York). Son arrière-petit-fils, Guido Verbeck IV, est actuellement professeur de chimie à l'université de North Texas.

## Sources
- (en) Cet article est partiellement ou en totalité issu de l’article de Wikipédia en anglais intitulé « Guido Verbeck » (voir la liste des auteurs).